# 呋喃香豆素
呋喃香豆素（furanocoumarins）是一类天然有机化合物，结构上由香豆素和呋喃环稠合而成。两种最常见的异构体为补骨脂素和白芷素，分别是香豆素的6,7位和7,8位与呋喃环稠合，它们的衍生物有时分别称为线形呋喃香豆素类和角形呋喃香豆素类。这类化合物在植物体中经由苯丙烷类代谢途径或甲羟戊酸途径合成，具体是二甲烯丙基焦磷酸（DMAPP）和7-羟基香豆素结合生成。

## 生物效应

### 直接毒性
一些呋喃香豆素类化合物有毒，植物通过合成这些物质进行自身防卫，抵御昆虫和哺乳动物的啃食。它存在于欧防风、大豕草等植物中，这类植物化學成分可引起植物日光性皮炎。

### 药物相互作用
在人体中，呋喃香豆素类化合物会干扰细胞色素P450的作用，抑制某些涉及药物代谢的酶如CYP3A4，取决于给药种类，导致血清中药物含量偏高或偏低。西柚、文旦柚等水果中富含呋喃香豆素类物质，因此美国食品药品监督管理局（FDA）通常会要求在相关药物标签上标注与西柚等水果共食的警告。